# 김영한 (1957년)
김영한(金英漢, 1957년 9월 27일 ~ 2016년 8월 21일)은 대한민국의 법률가이다. 경상북도 의성군 출신으로 1988년부터 2012년까지 검사 생활을 하였다. 검사직 사퇴 후 변호사 생활을 했다. 2014년 박근혜 정부 제3대 민정수석비서관에 임용되어 일하다가 2015년 초 '비선 실세 국정 개입 의혹’을 규명하기 위해 열린 국회 운영위 회의에 김기춘 대통령비서실장의 명령에도 출석을 거부하고 사표를 제출했다.

## 학력
- 1976.02 : 경북고등학교 졸업
- 1980.02 : 연세대학교 경제학 학사
- 1982.02 : 연세대학교 대학원 법학 석사

## 경력
- 1982 : 제24회 사법시험 합격
- 1984 : 제14기 사법연수원 수료
- 해군 군법무관
- 1988 : 광주지방검찰청 검사
- 1990.03 : 대구지방검찰청 경주지청 검사
- 1991.07 : 서울지방검찰청 검사
- 1994.03 : 대전지방검찰청 검사
- 1996.03 : 대구지방검찰청 검사
- 1997.03 : 대구고등검찰청 검사
- 1998.04 : 대구지방검찰청 경주지청 형사2부 부장검사
- 1999.06 : 대구지방검찰청 공안부 부장검사
- 2000 : 대검찰청 공안3과 과장검사
- 2001 : 대검찰청 공안1과 과장검사
- 2002 : 서울중앙지방검찰청 형사10부 부장검사
- 2003 : 청주지방검찰청 충주지청 지청장
- 2003 : 서울중앙지방검찰청 공안1부 부장검사
- 2004 : 부산지방검찰청 동부지청 차장검사
- 2005 : 대구지방검찰청 제2차장검사
- 2006.02 ~ 2007.03: 서울고등검찰청 공판부 부장검사
- 2007.03 ~ 2008.03 : 수원지방검찰청 성남지청 지청장
- 2008.03 ~ 2009.01 : 대구고등검찰청 차장검사(검사장)
- 2009.01 ~ 2009.08 : 청주지방검찰청 검사장
- 2009.08 ~ 2010.07 : 대구지방검찰청 검사장
- 2010.07 ~ 2011.08 : 수원지방검찰청 검사장
- 2011.08 ~ 2012.07 : 대검찰청 강력부 부장검사
- 2012.07 ~ 2014.06 : 법무법인 바른 변호사
- 2014.06 ~ 2015.01 : 대통령비서실 민정수석비서관(차관급)
- 2015.09 ~ 2016.08 : 대구대학교 석좌교수

## 항명사건
2015년 1월 9일 대통령비서실 수석비서관이 여야 합의사항을 거부한 것은 물론 상급자인 대통령비서실장 지시마저 거부하는 초유의 ‘항명 파문’이 벌어졌다. 김영한 민정수석비서관이 여야가 합의하고, 김기춘 대통령비서실장이 지시한 국회 운영위원회 출석을 거부하고 사의를 표명한 것이다.
김재원 새누리당 원내수석부대표는 이날 오후 국회 운영위원회가 속개되자마자 “새누리당은 비록 대통령비서실에서 유출된 문건이 허위로 밝혀졌다 하더라도 민정수석실에서 벌어진 사안인 만큼 민정수석비서관 출석이 필요하다는 점에 의견 일치했다”며 “국회 운영위원회 주 질문이 끝나면 민정수석비서관이 출석해 답변하기로 여야 간 합의했다”고 말했다. 그러나 안규백 새정치민주연합 원내수석부대표는 “합의가 됐는데도 돌발 사태가 있는 것 같다”며 “김기춘 대통령비서실장님의 명쾌한 답변이 있어야 될 거 같다”고 말했다. 그러자 김기춘 실장은 “민정수석비서관이 출석하도록 제가 지시를 했는데도 본인이 출석할 수 없다고 한다”며 “지금 그런 행동을 취하고 있는 상황”이라고 말했다.
이에 국회 운영위원회 위원장인 이완구 새누리당 원내대표는 “출석할 수 없다는 반응인가”라고 재차 물었고 안규백 원내수석부대표는 “실장님 지휘 하에 있는 수석이 실장의 지시를 거부하는 것에 대해 앞으로 어떤 조치를 취할 것이냐”고 추궁했다. 김기춘 비서실장은 “비서실장이 지시한데 대해서 공직자가 응하지 않는다면 강력한 응분의 책임을 물어야한다고 생각한다”고 답했다. 그러나 이완구 원내대표는 다시 “여야가 합의해서 출석여부 의견이 모아졌는데도 이것을 받아들이지 않으면 중대사태”라며 “애매하게 말씀마시고 시간 드릴테니까 양 간사와 다시 대화를 하고 만약 본인이 응하지 않을 때 어떤 조치를 취할건지 구체적으로 답변해야 한다”고 강조했고 김기춘 실장은 "사표를 받고 대통령에게 해임을 건의하겠다"고 말했다. 결국 오후 2시 43분께 속개된 운영위원회는 김영한 민정수석의 출석 거부로 인해 5분여 만에 다시 정회됐다.
국회 운영위원회 전체회의가 김영한 수석의 출석 문제로 정회하자 새누리당 김재원 수석부대표는 이날 오후 기자들과 만나 “점심 시간 내내 출석을 요구했으나 민정수석 본인은 ‘사퇴하겠다. 나는 국회에 가서 답변할 수 없다’고 했다”고 전했다. 또한 김영한 수석의 사의 표명 배경에 대해 “우리도 이유를 알고 싶다”며 “돌발적 상황”이라고 설명했다.
이와 관련하여 민경욱 대통령비서실 대변인은 춘추관 브리핑에서 "김영한 수석은 문건유출 사건 이후 보임해 사건에 대해 잘 알지 못하는 자신의 출석 여부가 핵심 쟁점으로 부각되는 것은 말 그대로 정치 공세라고 생각하며, 지난 25년간 특별한 경우 외에는 민정수석이 국회에 출석하지 않는 것이 관행으로 정착돼 왔던 것인데, 정치공세에 굴복해 나쁜 선례를 남기지 않기 위해 출석하지 않겠다는 강력한 의지를 밝혔다"고 전했다. 또 "김영한 수석은 다만 이에 대한 책임을 지고 본인이 사의를 표하는 것이 도리라고 생각했다"고 덧붙였다. 한편, 대통령비서실 관계자는 "그런 소신이 있다면 미리 내부에 이야기를 했어야지, 이런 독선이 어딨느냐"며 "예전부터 사퇴하고 싶어했던 것 같다"고 말했다.
하지만 과거 민정수석비서관의 국회출석이 다섯 번이나 있었고, 설사 출석이 적절치 않다는 판단을 했어도 직속상관인 김기춘 실장의 명령을 현실적으로 수석비서관이 '거부'한다는 것은 상상하기 어려운 일로 받아들여진다. 김기춘 실장은 김영한 민정수석의 법조계 대선배이며 공직기강이 가장 확실해야 할 대통령비서실이라는 점에서 더욱 그렇다.
박완주 새정치민주연합 원내대변인은 "공직기강의 문란함이 생방송으로 전 국민에게 중계되는 초유의 사태가 일어났다"라며 "대통령비서실의 국회 무시 행태가 도를 넘었고 대통령비서실 내부시스템은 철저하게 망가졌다"라고 비판했다. 김제남 정의당 원내대변인도 "사건의 실체를 밝혀내기 위해 핵심 관계자인 민정수석이 국회의 부름에 응하는 것은 당연한 의무"라며 "김영한 수석의 급작스러운 사의표명은 국회출석을 끝내 회피하고 국정농단 사건의 진상을 은폐하기 위한 명백한 꼼수에 불과하다"라고 말했다.
2015년 1월 10일 박근혜 대통령이 김영한 민정수석비서관의 사표를 수리했다. 민경욱 대변인은 이날 브리핑에서 “김영한 민정수석비서관의 사표가 오늘 오전에 수리돼 오늘 자로 면직 처리됐다”고 밝혔다. 이어 “어제 사표가 제출됐고, 김기춘 대통령비서실장이 작성해 올린 서류를 대통령께서 오늘 오전 재가했다”고 덧붙였다.
같은 날 정홍원 국무총리가 새해를 맞아 국무총리비서실 출입기자들과 정부세종청사 인근 운주산에서 산행을 함께 뒤 오찬장에서 '항명사태'에 대해 당황스럽다는 입장을 보였다. 정홍원 국무총리는 기자들로부터 '항명사태'에 대해 어떻게 생각하느냐는 질문을 받고 "김영한 전 수석이 (내가) 대전지방검찰청 차장검사로 재직하던 시절 평검사로 같이 일했었는 데 (주어진 업무에) 최선을 다하고 소신이 강한 스타일 이었다"며 "김영한 전 수석이 국회에 출석하는 전례를 만들지 않겠다며 고집을 부린 것으로 보이지만 바람직하지 못한 처사"라고 말했다.
한편, 박영선 새정치민주연합 의원은 트위터에 “민정수석 항명사태는 단순히 대통령비서실장에 대한 항명이 아니다”며 “국민에 대한 항명입니다”라고 의미를 부여했다. 박영선 의원은 이어 “이명박 정권부터 쌓여온 민정수석실의 국정농단은 이미 곪아있는 상태”라고 지적하며 “이대로 대한민국의 미래는 없습니다. 정의로운 대한민국을 만들지 못하는 이유”라고 말했다.
2015년 1월 11일 새정치민주연합 서영교 원내대변인은 "징계성 면직을 했어야 하는데 조용히 (사표를) 수리했다니 대통령의 영도, 대통령비서실의 기강도 무너져 내렸다"며 "대통령비서실의 시스템이 모두 무너져 내렸다고 얘기할 수밖에 없다"고 말했다. 당권주자 중 한명인 문재인 후보는 이날 울산지역 합동연설회를 앞두고 기자들과 만나 "최근의 국정농단에 이어 민정수석 항명에 이르기까지 박근혜 대통령의 대통령비서실 기강이 정상적인 상태가 아니다"라며 "내각의 전면 개편을 통한 국정쇄신이 필요하다"고 강조했다. 이인영 후보도 "대통령의 가장 가까운 곳에서 항명사태가 일어났다면 박정희 전 대통령은 불호령을 내렸을 것"이라며 "박근혜 대통령이 아무 말도 하지 않은 채 신년 기자회견으로 이 상황을 넘어가려 하는 것은 온당치 않다"고 말했다.
새누리당도 친이계 등 비주류를 중심으로 민정수석 교체를 계기로 대통령비서실의 전면적인 쇄신 필요성도 고개를 들고 있다. 정병국 의원은 “대통령비서실이 인적쇄신을 하지 않으면 대통령이 더 어려워진다”고 말했다.